# Epopeus
Epopeus (altgriechisch Ἐπωπεύς ‚Beobachter‘) ist ein antiker, griechischer, männlicher Personenname.

## Bekannte Namensträger
- Epopeus (König von Sikyon), Sohn des Poseidon, König von Sikyon.
- Epopeus II. (König von Sikyon), König von Sikyon, tötete Hyllos.
- ein König von Lesbos, Vater der Nyktimene
- ein tyrrhenischer Pirat, der in einen Delfin verwandelt wurde, siehe Epopeus (Pirat).